# بيريف إيه -40
بيريف إيه -40 (بالإنجليزية: Beriev A-40)‏ هي طائرة برمائية سوفيتية من صناعة بيريف. كان أول طيران لها في 8 ديسمبر 1986.